# Batesville (Ohio)
Pour les articles homonymes, voir Batesville.
Batesville est un village américain situé dans le comté de Noble, dans l’Ohio. Selon le recensement de 2010, sa population est de 71 habitants.